# Bill Denz
Bill Denz, eigentlich Matthew William Denz (* 27. September 1951 in Surrey, England; † 3. Oktober 1983 am Makalu) war ein neuseeländischer Bergsteiger. Er galt als besonders leistungsfähiger Solobergsteiger und soll unter anderem den Machapuchare illegal erstbestiegen haben. 

## Bergsteigen
Denz zog mit seiner Familie 1953 von England nach Neuseeland. Er wuchs in Dunedin auf, wo er als Jugendlicher mit dem Felsklettern begann. Seine ersten größeren Gipfel erstieg er in der Gegend des Mount Cook ab 1970.
Denz machte sich durch die Solodurchsteigung zahlreicher schwieriger Routen in den Südalpen, den Darran Mountains sowie in Patagonien einen Namen. Er wird als mutiger Solobergsteiger mit einer besonderen Vorliebe für unbestiegene Berge und Routen beschrieben, der konventionellen Methoden des Kletterns kaum Beachtung schenkte. Insbesondere war er für die Erstbesteigung diverser neuer und schwieriger Eiskletterrouten bekannt.
Während einer Solo-Besteigung erreichte Denz zweimal den finalen Eispilz des Cerro Torre, aufgrund von Stürmen jedoch nicht den Gipfel selbst. Denz’ Kletterpartner Philipp Herron starb am Cerro Torre in einer Gletscherspalte.
In den frühen 1980er-Jahren, eventuell 1983 (nach anderen Angaben 1973), soll Denz den Machapuchare in Nepal illegal erstbestiegen haben. Durch seinen Tod am Makalu lässt sich diese Angabe jedoch nicht mehr überprüfen.
Denz versuchte in den frühen 1980er-Jahren auch eine illegale Solo-Erstbesteigung des Menlungtse in Tibet.
1981 führte Denz die Erstbesteigung des Kusum Kanguru in Nepal solo über den Südwestpfeiler durch.

## Tod
1983 befand sich Denz mit Peter Hillary (dem Sohn Edmund Hillarys), Mark Moorhead sowie Fred From am Makalu, um den Südwestpfeiler erstmals zu besteigen. From und Moorhead erreichten hierbei eine Höhe von 7600 m. Am 3. Oktober wurde Denz von einer Lawine getötet. Auf dem Rückweg der restlichen Gruppe starb Moorhead am 15. Oktober durch Absturz.

## Besteigungen (Auswahl)
- Balfour-Wand, Mount Tasman, mit Brian Poole 1971[15]
- Balfour-Wand, Mount Tasman, Winterbesteigung, mit Philipp Herron[16]
- Caroline-Wand, Mount Tasman, Soloerstbesteigung, 1972[17]
- Südwand, Mount Hicks, Mixed-Besteigung, 1979 (bisher nicht wiederholt)[18]
- Machapuchare, vermutlich illegale Erstbesteigung, Solo, um 1980[10][5]
- Kusum Kanguru, Erstbesteigung, solo, 1981[12]
- Ostwand, Kichatna-Spire, Erstbegehung der Woolums-Denz-Route, mit Scott Woolums, April 1982[19]